# Immaculate Reception
A Immaculate Reception ou  Recepção imaculada é uma das mais famosas jogadas na história do Futebol americano. Aconteceu nos playoffs da AFC de 1972 da National Football League (NFL), entre o Pittsburgh Steelers e o Oakland Raiders no Three Rivers Stadium em Pittsburgh, Pensilvânia, em 23 de dezembro de 1972. Com os Steelers atrás do placar nos últimos 30 segundos do jogo, o quarterback do Pittsburgh Terry Bradshaw fez uma tentativa de passe para John Fuqua. A bola ricocheteou nas mãos do safety dos Raiders Jack Tatum e/ou Fuqua e, enquanto caía (mas antes de tocar o gramado), o fullback dos Steelers Franco Harris a pegou e correu para o touchdown vitorioso. A jogada tem sido fonte de controvérsia e especulação desde então, pois muitos afirmam que a bola tocou apenas em Fuqua ou no chão antes de Harris a pegar, o que em qualquer um dos casos resultaria em um passe incompleto pelas regras da época. O livro de Kevin Cook The Last Headbangers cita a jogada como o início de uma rivalidade entre Pittsburgh e Oakland que alimentou uma equipe historicamente brutal dos  Raiders durante a era mais controversa da NFL.
A NFL Films a escolheu como a maior jogada de todos os tempos, bem como a mais controversa. A jogada foi um ponto de virada para os Steelers, que reverteram quatro décadas de futilidade com a primeira vitória nos playoffs e vencendo quatro Super Bowls até o fim da década. O nome da jogada é um jogo de palavras derivado da Imaculada Conceição, um dogma da Igreja Católica; veja passe Hail Mary para um termo similar. A frase foi primeiramente usada no ar por Myron Cope, locutor do Pittsburgh que estava comentando sobre a vitória dos Steelers. Sharon Levosky, uma mulher de Pittsburgh, ligou para Cope antes de sua transmissão esportiva às 23 horas do dia 23 e sugeriu o nome, que foi cunhado por seu amigo Michael Ord. Cope usou o termo na televisão e a frase ficou.

## Eventos da jogada

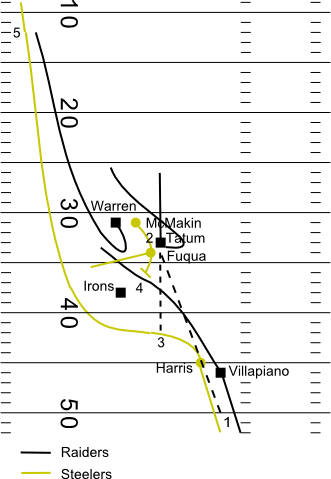
Diagrama da Recepção imaculada.

Após o quaterback dos Raiders Ken Stabler anotar um touchdown em corrida de 30 jardas faltando 1:17 para o fim da partida, o Pittsburgh Steelers ainda estava atrás no placar contra o Oakland Raiders por 7 a 6, tendo uma quarta para 10 em sua própria linha de 40 jardas faltando 22 segundos e sem pedidos de tempo. O técnico Chuck Noll pediu a jogada 66 Circle Option, destinado ao receiver Barry Pearson, um novato jogando sua primeira partida na NFL.
O quarterback dos Steelers Terry Bradshaw (1 no diagrama), sob grande pressão dos defensive ends dos Raiders Tony Cline e  Horace Jones, arremessou a bola para a linha de 35 jardas dos Raiders, em direção ao running back John "Frenchy" Fuqua. O safety dos Raiders Jack Tatum colidiu com Fuqua durante a tentativa de recepção da bola (2). O golpe de Tatum derrubou Fuqua no chão e mandou a bola várias jardas para trás.
O fullback dos Steelers Franco Harris, após inicialmente bloquear na jogada, tinha corrido para o campo dos Raiders, caso Bradshaw precisasse de outro receptor elegível. Ele pegou a bola antes desta atingir o chão (3). Harris passou pelo linebacker dos Raiders Gerald Irons, enquanto o linebacker  Phil Villapiano, que estava cobrindo Harris, foi bloqueado pelo tight end dos Steelers John McMakin (4). Harris usou a mão para bloquear o defensive back dos Raiders Jimmy Warren (5), e fez o touchdown. O touchdown deu a liderança aos Steelers por 12 a 7 com o kicker Roy Gerela adicionando o extra point.

## Citações
Última chance para os Steelers. Bradshaw tentando escapar. E seu passe é... bloqueado por Tatum. Foi pego! Franco Harris tem a posse! Ele corre!  Franco Harris pegou a bola, uma deflexão! Cinco segundos para o fim! Ele pegou a bola com cinco segundos e marca!— Curt Gowdy, narrando a jogada pela  NBC
Você fala sobre milagres de Natal. Aqui está o milagre de todos os milagres. Observe agora. Bradshaw teve sorte de se livrar da bola! Ele dispara.  Jack Tatum desvia diretamente para as mãos de Harris. Ele corre. E o novato com 104 kilos escapa de Warren e marca.— Gowdy, descrevendo o replay da jogada pela NBC

## Árbitros
- Referee: (21) Fred Swearingen
- Umpire: (88) Pat Harder
- Head Linesman: (10) Al Sabato
- Line Judge: (16) Royal Cathcart
- Back Judge: (63) Adrian Burk
- Field Judge: (55) Charley Musser